# 林宽海
林宽海（1965年10月3日—），江苏高邮人，汉族，中华人民共和国政治人物。1988年7月参加工作，1991年6月加入中国共产党。四川石油财经学校工业会计专业毕业，吉林大学经济管理学院会计学专业大专毕业，东北财经大学高级管理人员工商管理专业毕业，教授级高级会计师，研究生工商管理硕士。

## 生平
1986年9月，在四川石油财经学校工业会计专业学习。1988年7月，任吉林省油田管理局英台采油厂采油大队经管组组长。1993年3月，任英台采油厂农工商公司主管会计(1992年7月至1994年6月，在吉林大学经济管理学院会计学专业大专学习)。1995年5月，任英台采油厂经营部副部长。1997年2月，任吉林石油集团有限责任公司英台采油厂厂长助理(1995年8月至1998年7月，在吉林大学会计学专业本科学习)。1998年12月，任英台采油厂副厂长。1999年9月，任英台采油厂副厂长。2001年4月，任吉林油田分公司前大采油厂代厂长。2002年1月，任吉林油田分公司规划计划处处长。2002年8月，任吉林油田分公司副总会计师兼规划计划处处长。2002年11月，任吉林油田分公司副总会计师(其间：2004年5月至2007年3月，在东北财经大学工商管理学院高级管理人员工商管理专业学习)。2007年7月，任吉林油田分公司副总经理兼总会计师、党委委员。2008年2月，任大庆油田有限责任公司副总经理、大庆石油管理局副局长，大庆油田党委委员，大庆钻探工程公司党委书记、副总经理。
2011年2月，任中共牡丹江市委副书记；3月，任中共牡丹江市委副书记，市政府市长。2013年12月，任中共佳木斯市委副书记，市政府党组书记、副市长、代理市长（2014年1月正式当选市长）。2016年9月至2017年7月，任中共佳木斯市委书记。
2013年，被选为第十二届全国人民代表大会黑龙江地区代表。